# Leah Williamson
Leah Williamson (født 29. marts 1997) er en kvindelig engelsk fodboldspiller. Hun spiller i forsvaret for den engelske klub Arsenal i FA Women's Super League og er kaptajn for Englands kvindefodboldlandshold.
Den 27. maj 2021 blev det annonceret at Williamson var udtaget til den officielle OL-trup for Storbritanniens olympiske kvindefodbold ved Sommer-OL 2020 i Tokyo.
Hun fik officielt landsholdsdebut i november 2017, mod Rusland i Kvalifikation til VM i fodbold for kvinder 2019.
Leah pådrog sig en korsbåndsskade i april 2023. Hun vendte tilbage til for klubholdet, Arsenal, 24. januar 2024 i deres 6-0 sejr over Reading. D. 9. april vendte hun også tilbage for det engelske landshold i 2-0 sejren over Irland.

## Landsholdstatistik
: Oversigten er opdateret til og med 26. oktober 2021.
| Nr. | Dato              | Spillested                                           | Modstander | Score | Resultat | Turnering                                       | Ref.  |
| --- | ----------------- | ---------------------------------------------------- | ---------- | ----- | -------- | ----------------------------------------------- | ----- |
| 1   | 12. november 2019 | Stadion Střelecký ostrov, České Budějovice, Tjekkiet | Tjekkiet   | 3–2   | 3–2      | Venskabskamp                                    |       |
| 2   | 26. oktober 2021  | Daugava Stadium, Liepāja, Letland                    | Letland    | 8–0   | 10–0     | Kvalifikation til VM i fodbold for kvinder 2023 | [ 8 ] |